# Осеннее утро в Эраньи
«Осеннее утро в Эраньи» (фр. Le Grand Noyer, matin d’automne, Éragny, «Большое ореховое дерево, осеннее утро, Эраньи») — картина французского художника-импрессиониста Камиля Писсарро из собрания Пушкинского музея.
На картине изображён яблоневый сад с начинающей желтеть листвой. За яблонями стоит большое раскидистое ореховое дерево с наполовину облетевшей листвой; из-за его ствола виден большой белый двухэтажный дом с красной крышей. Слева внизу подпись художника и дата: C. Pissarro 97.
Как следует из подписи художника и авторского названия, картина написана в 1897 году в окрестностях деревни Эраньи на севере Франции, где художник постоянно проживал с 1884 года. Первым владельцем картины был доктор Жорж Вио из Парижа. В начале 1907 года его коллекция была выставлена на продажу в галерее Поля Дюран-Рюэля и 4 марта её там за 2800 франков приобрёл московский промышленник и коллекционер И. А. Морозов. После Октябрьской революции собрание Морозова было национализировано, и с 1923 года картина находилась в Государственном музее нового западного искусства. В 1948 году, после упразднения ГМНЗИ, картина была передана в Государственный музей изобразительных искусств имени А. С. Пушкина. Картина выставляется в бывшем флигеле усадьбы Голицыных на Волхонке, в Галерее искусства стран Европы и Америки XIX—XX веков, зал 16.
С момента переезда в Эраньи в 1884 году этот сад постоянно оказывался в поле зрения Писсарро: в том же году он впервые его изобразил на картине «Туман в Эраньи» (местонахождение не установлено, известна по репродукции 1904 года). Очень близки к работе из Пушкинского музея картины 1894 года «Большое ореховое дерево, иней на солнце, Эраньи» из собрания музея Мохамеда Махмуда Халиля в Гизе (Египет) и «Большое ореховое дерево весной, Эраньи» (частная коллекция) — обе картины изображают то же самое место, но немного с иного ракурса. Последний раз Писсарро изобразил свой сад незадолго до своей смерти в 1903 году на картине «Яблони и стог в Эраньи, утреннее солнце» из собрания Базельского художественного музея. Есть немало и других, достаточно близких работ, написанных как до 1897 года, так и в последующее время.
- «Туман в Эраньи». 1884 год. Местонахождение неизвестно
- «Большое ореховое дерево, иней на солнце, Эраньи». 1894 год. Музей Мухамеда Махмуда Халила в Гизе (Египет)
- «Большое ореховое дерево весной, Эраньи». 1894 год. Частная коллекция